# Emil Schürer

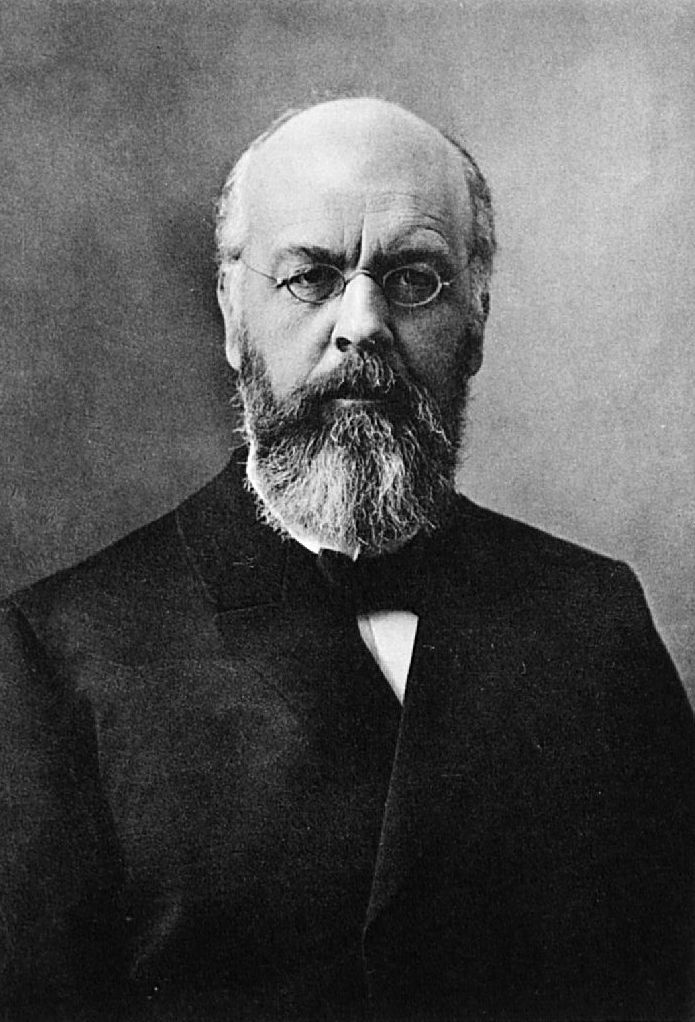
Emil Schürer

Emil Schürer, född 2 maj 1844 i Augsburg, död 30 april 1910, tysk teolog, professor i Nya Testamentets exegetik, senast i Göttingen 1895. 
Schürer har framför allt utforskat de judiska förhållandena vid tiden för kristendomens uppkomst, Lehrbuch der neutestamentlischen Zeitgeschichte (1873).